# Râul Izvorul Cremenei
Râul Izvorul Cremenei este un curs de apă din județul Argeș, unul din cele două brațe care formează râul Văsălatu. 

## Hărți
- Harta Județul Argeș
- Munții Iezer  Arhivat în 11 februarie 2012, la Wayback Machine.
- Munții Făgăraș  Arhivat în 8 septembrie 2013, la Wayback Machine.
- Alpinet - Munții Făgăraș